# 마리오 바로소
마리오 바로소(Mário Barroso, 1947년 8월 15일 ~ )는 포르투갈의 영화 감독, 촬영 감독, 영화배우이다.
리스본에서 태어났다.

## 영화
- 포토 (2012년)
- 오고 가며 (2003년)
- 존 웨인의 히프 (1997년)
- 수도원 (1995년)
- 아브라함 계곡 (1993년)
- 절망의 날 (1992년)
- 카니바이슈 (1988년)
- 프란시스카 (1981년)